# Харрисия душистая
Харрисия душистая (лат. Harrisia fragrans) — вид растений рода Харрисия семейства Кактусовые, эндемик Флориды. Часто называется «душистое колючее яблоко» или «карибский яблочный кактус».

## Распространение
Харрисия душистая произрастает исключительно во Флориде, в основном в округе Сент-Луси. В настоящее время из-за интенсивной разработки естественного ареала этого кактуса осталось около 10 участков в районе Национального парка-заказника саванны, где встречается этот вид. Вид занесён в список вымирающих.

## Описание
Кактус с прямостоящим или стелющимся стеблем длиной около 1 м, может достигать 5 м. Иголки длинные жёлтые до 4 см. Цветочная трубка до 20 см в длину. Цветы имеют сладкий запах, белые или розоватые; распускаются ночью. Плод кактуса сферический, красного или оранжевого цвета, достигает 6 см в диаметре, с удовольствием поедается птицами, которые, видимо, и распространяют его семена.

## Местообитание
Встречается в густых прибрежных зарослях.